# Atletismo nos Jogos Pan-Americanos de 1971 - Arremesso de peso feminino
A prova do arremesso de peso feminino nos Jogos Pan-Americanos de 1971 foi realizada em Cali, Colômbia.

## Medalhistas
| Ouro                           | Prata                    | Bronze                |
| Lynn Graham USA Estados Unidos | Grecia Hamilton CUB Cuba | Rosa Molina CHI Chile |

## Resultados
| Posição           | Nome              | Nacionalidade      | Marca | Notas |
| ----------------- | ----------------- | ------------------ | ----- | ----- |
| Medalha de ouro   | Lynn Graham       | USA Estados Unidos | 15.76 |       |
| Medalha de prata  | Grecia Hamilton   | CUB Cuba           | 14.63 |       |
| Medalha de bronze | Rosa Molina       | CHI Chile          | 14.50 |       |
| 4                 | Lynnette Matthews | USA Estados Unidos | 14.16 |       |
| 5                 | Carmen Romero     | CUB Cuba           | 13.57 |       |
| 6                 | Norma Suárez      | ARG Argentina      | 13.43 |       |
| 7                 | Joan Pavelich     | CAN Canadá         | 13.33 |       |
| 8                 | Isolina Vergara   | COL Colômbia       | 12.09 |       |